# Rosa komarovii
Rosa komarovii es una especie de planta del género Rosa, de la familia Rosaceae.

## Taxonomía
Rosa komarovii fue descrita por Sosn. en 1944.

## Distribución
Se encuentra en el territorio de Transcaucasia.